# Pascale Bruderer
Pascale Bruderer, de son nom complet Pascale Bruderer Wyss, née le 28 juillet 1977 à Baden, est une personnalité politique suisse, membre du Parti socialiste. Elle est députée du canton d'Argovie au Conseil national à partir d'avril 2002, présidente dudit conseil en 2009-2010, puis députée au Conseil des États de décembre 2011 à décembre 2019.

## Biographie
Originaire de Baar, Baden, Römerswil et Rorschach, Pascale Bruderer est la cadette d'une fratrie de trois filles. Ayant grandi à Baden, elle fréquente l'école élémentaire à Baden et le collège de Wettingen, puis suit des études de science politique, de droit public, et d'histoire économique et sociale à l'Université de Zurich et à Växjö (Suède). Elle achève ses études en 2005 avec une licence.
En plus de son mandat parlementaire, elle travaille comme directrice générale de la Ligue argovienne contre le cancer et a été membre de la fondation Pro Seniorweb (de).
Pascale Bruderer vit à Nussbaumen dans la commune d'Obersiggenthal. Elle est séparée depuis 2017 d'Urs Wyss, avec qui elle a deux filles nées en 2011 et 2014. 

## Parcours politique

### Niveaux communal et cantonal
Conseillère communale dans sa ville natale de décembre 1997 à janvier 2004, elle siège comme députée au parlement du canton d'Argovie entre avril 2001 et avril 2002.

### Conseillère nationale
En 2002, lorsque Pascale Bruderer accède au Conseil national à 24 ans, dans les rangs du Parti socialiste argovien, elle est la plus jeune membre de la chambre à cette date. Elle remplace alors Hans Zbinden qui a démissionné ; elle est élue pour la première fois à cette fonction un an plus tard. Lors des élections fédérales de 2007, elle se présente pour un siège au Conseil des États, pour représenter le canton d'Argovie, et à nouveau au Conseil national. Alors qu'elle termine à la troisième place et n'est pas élue au Conseil des États, elle est réélue en tant que conseillère nationale avec le meilleur score parmi les quinze élus de son canton. Elle accède à la vice-présidence puis, le 23 novembre 2009, à la présidence du Conseil national en remplacement de la démocrate-chrétienne tessinoise Chiara Simoneschi-Cortesi, ayant obtenu 174 voix sur 182.
En mars 2008, elle devient vice-présidente du Parti socialiste.
Ses priorités en matière politique sont en particulier le social, le handicap et l'enseignement supérieur. Elle souhaite éveiller les jeunes à la politique, c'est pourquoi elle reçoit le Prix Jeunesse (de) en 2008. Elle est également présidente de l'intergroupe parlementaire langue des signes et co-préside l'intergroupe parlementaire pour les questions relatives aux personnes handicapées. Le 8 janvier 2011, elle reçoit le SwissAward (de) dans la catégorie politique.

### Conseillère aux États
Le 23 octobre 2011, Pascale Bruderer est élue dès le premier tour au Conseil des États ; c'est la première fois depuis 1945 que le Parti socialiste argovien y obtient un siège.
En janvier 2018, elle annonce qu'elle ne représentera pas pour un nouveau mandat et qu'elle quittera la vie politique.

### Positionnement politique
Elle appartient à l'aile droite, dite pragmatique, de son parti et fonde notamment avec Daniel Jositsch un groupe de réformateurs au sein de celui-ci.

## Publications
- (de) Pascale Bruderer, Rudolf Strahm, Helmut Hubacher et Simonetta Sommaruga, Für eine moderne Schweiz : Ein praktischer Reformplan, Munich/Vienne, Nagel & Kimche, 2005 (ISBN 3-312-00356-3)